# Dionysia viva
Dionysia viva là một loài thực vật có hoa trong họ Anh thảo. Loài này được Lidén & Zetterl. mô tả khoa học đầu tiên năm 2007.